# Paolo & Lena ser på TV
Paolo & Lena ser på TV är ett TV3-producerat underhållningsprogram i tio avsnitt från 2002 med Paolo Roberto och Lena Arrelöv. Paret tittade på TV-program och reklamfilmer från hela världen.